# Leptohymenium hokinense
Leptohymenium hokinense är en bladmossart som beskrevs av Bescherelle 1892. Leptohymenium hokinense ingår i släktet Leptohymenium och familjen Hylocomiaceae. Inga underarter finns listade i Catalogue of Life.